# 佐生雪
佐生 雪（さそう ゆき、1997年4月12日 - ）は、日本の元女優。神奈川県出身。元ソニー・ミュージックアーティスツ所属。

## 略歴・人物
- 2014年、SMA40周年特別企画 HuAHuA四重奏「アクトレース」に合格しソニー・ミュージックアーティスツに所属[1]。
- コカ・コーラネームボトル「バンド」篇のCMでデビュー[1]。
- 2021年3月31日で役者としての活動を終了し芸能界を引退することを、自身のInstagramで発表した。

## 出演

### テレビドラマ
- 461個のありがとう。 〜愛情弁当が育んだ父と子の絆〜（2015年3月15日、NHK BSプレミアム） - トモミ 役
- 女性作家ミステリーズ 美しき三つの嘘 第2話「炎」（2016年1月4日、フジテレビ）
- 稲垣家の喪主（2017年3月18日、WOWOW） - サヤ 役
- チア☆ダン（2018年7月13日 - 9月14日、TBS） - 武藤夕実 役
- スポットライト 第6話（2020年8月11日、TOKYO MX1） - ラジオDJ 希望(のぞみ) 役
- エール 第109話（2020年11月12日、NHK） - 見合い相手 役

### 映画
- 風のたより（2015年12月19日） - 久保田さくら 役[2]
- 海すずめ（2016年7月2日） - 原田ハナ 役[3]
- 人狼ゲーム ラヴァーズ（2017年1月28日） - 海老原一香 役[1]
- トリガール!（2017年9月1日） - メガネ女子 役[1]
- 三十路女はロマンチックな夢を見るか？（2018年3月31日） - 笹川麗良 / 萩野那奈（学生時代） 役[4]
- Yangon Runway（2018年公開）[注 1]
- センセイ君主（2018年8月1日、東宝） - 詩乃 役[5]
- 春待つ僕ら（2018年12月14日、ワーナー・ブラザース映画） - 山田レイナ 役[6]
- 記憶屋 あなたを忘れない（2020年1月17日、松竹） - 佐々操 役[7]

### テレビ番組
- 全力坂（テレビ朝日）
  - 弁天坂（2017年8月7日）
  - 野間坂（2017年8月16日）
- KOKORO NO TOMO（2018年1月、Metro TV）

### 映像作品
- Brushig UP（2016年3月31日）

### CM
- コカ・コーラ ネームボトル 「バンド」篇（2015年4月6日 - ） - Ayaka 役
- フリマアプリ メルカリ
  - 「指輪篇」（2015年10月7日 - ）
  - 「指輪＆子供服篇」（2015年10月7日 - ）
  - 「総集篇」（2015年11月4日 - ）
- フリマアプリ FRIL 「満足度編」（2016年12月 - ）
- 大塚製薬 インドネシア現地法人 Amerta Indah Otsuka ポカリスエット（2017年3月23日 - ）
- コーセーコスメポート 「ジュレーム」
  - 『カウンセラー』篇（2018年1月9日 - ）
  - 『カフェ』篇（2018年1月9日 - ）

### MV
- ひめキュンフルーツ缶 「覚醒ミライ」（2015年7月31日）[8]
- 井上苑子 「ナツコイ」（2017年6月29日） - ヒロイン 役[9]
- LiSA 「LiTTLE DEViL PARADE」（2017年5月24日）[10]

### ネット配信
- ONIGIRI THE SERIES（2017年8月17日 - 、Amerta Indah Otsuka） - ユキ 役
- OPEN YOUR IMAGINATION（2018年1月4日 - 、Zebra Indonesia）
- [H]ours（2018年8月4日 - 、SCTV） - ヒカリ 役

### イベント
- J Series Festival（2017年12月9日）

## 書籍

### カレンダー
- 佐生雪 2018 カレンダー（2017年11月11日、トライエックス）